# Cuve de Bruxelles
La Cuve de Bruxelles (en néerlandais : Kuip van Brussel, à l'origine Kuype van Brussel) désigne à partir du XIIIe siècle le territoire de la franchise de Bruxelles, progressivement constitué à partir de 1215. Il témoigne de l'accroissement de la zone d'influence de la ville et préfigure les unités administratives et socio-économiques ultérieures plus étendues comme la Région de Bruxelles-Capitale. Par nature liée à l'Ancien Régime, elle disparaît avec lui en 1795.

## Principe de la Cuve
Au Moyen Âge, il est courant que les princes, en échange des services rendus par les villes fortifiées (par ex. : défense du territoire, commerce, manufacture), leurs octroient des chartes de franchises, qui précisent les droits et privilèges que les autorités exercent sur les bourgs qui constituent la banlieue.
Les habitants des hameaux et villages agricoles qui relèvent de la Cuve dépendent sur le plan commercial, administratif et judiciaire de la ville, à laquelle ils payent des taxes. En échange, ils bénéficient des mêmes droits et libertés que les habitants de la cité. Les services de la ville entretiennent les cours d’eau et les routes principales, l’amman assisté d’un échevin local règle les affaires civiles, les poids et mesures et apporte aide et protection à la population. Celle-ci peut en outre se rendre en ville pour vendre ses produits et se faire soigner gratuitement dans les hôpitaux et hospices.

## Constitution de la Cuve
La Cuve de Bruxelles apparaît au XIIIe siècle et s’étend progressivement aux villages et hameaux situés sur les territoires actuels des communes de Saint-Josse-ten-Noode, Ixelles (seulement le village d'Ixelles-sous-Bruxelles, pas le reste de la commune actuelle), Molenbeek-Saint-Jean (1295) et Saint-Gilles (1296), puis au cours du XIVe siècle, à ceux de Schaerbeek (1301), Laeken (1331), Anderlecht (1393), et Forest (1394). 
Cette époque correspond à la période d'accroissement de l’influence politique de la ville, bouleversant les anciens rapports de force traditionnels de la société seigneuriale du duché de Brabant. Cela ne se fait pas sans heurts, comme en témoigne l'épisode qui précède l’incorporation des terres d’Anderlecht. Pour la première fois, la ville, pour qui le contrôle de ce qui est une des localités les plus prospères des environs est une nécessité stratégique, est en mesure d’affronter un personnage influent du duché, le seigneur de Gaasbeek, lequel a sollicité auprès de la duchesse Jeanne l’acquisition de territoires supplémentaires, dont Anderlecht fait partie. L’échevin bruxellois Éverard t'Serclaes  parvient à faire échouer ce projet, il le paiera de sa vie, mortellement blessé dans une embuscade, ce qui provoque le siège du château de Gaasbeek par les Bruxellois. Seule l’intervention de la duchesse permet de trouver un accord, évitant l’extension du conflit. 
Les villages plus lointains ne font pas partie de la Cuve, mais certains entretiennent cependant des liens avec la ville. Etterbeek par exemple, qui est administré par la seigneurie de Rhode dépend pour la justice, comme Boitsfort, Auderghem, Woluwe-Saint-Pierre et Kraainem de l’échevinage de Watermael, mais à partir du XIVe siècle, les autorités de Bruxelles ont l’autorisation de prélever des accises sur la bière qui y est produite.

## Abolition de la Cuve
La Cuve de Bruxelles est abolie en 1795 (14 fructidor III) par décret du Comité de salut public de la première République française dans le cadre de l'abolition des privilèges féodaux décidée six ans auparavant. La ville de Bruxelles, ancienne capitale des Pays-Bas espagnols, puis des Pays-Bas autrichiens, devient le siège d'une préfecture, chef-lieu du département de la Dyle. Le territoire est divisé en arrondissements et cantons. Un canton est délimité par l'ancienne ville tandis que les villages de l'ancienne Cuve sont regroupés en trois autres cantons. Des paroisses anciennes sont coupées en deux, les anciens villages d’Ixelles, de Vleurgat et de Boondael  sont enclavés dans le canton d’Uccle, le découpage des cantons ayant pour objectif de limiter l'influence qu'exerçait sur la région le clergé, les abbayes, la noblesse et les Lignages. Quelques années plus tard, les limites territoriales seront rectifiées, et les cantons redécoupés deviendront des communes.
À cette époque, les environs de la ville sont encore très peu peuplés ; le territoire correspondant actuellement à la commune de Schaerbeek dont le nombre d’habitants est le plus important parmi celles qui entourent l’ancienne ville de Bruxelles n’atteint pas les 3 000 habitants — en y incluant le hameau de Helmet et les habitations isolées.
Dès la fin du régime français en 1814, les nouvelles autorités envisagent de réassocier la ville à son ancienne Cuve. Examiné à plusieurs reprises, le projet n’aboutit pas.

## Après l'indépendance de la Belgique
En 1836, le conseil communal de Bruxelles réaffirme son souhait unanime de voir la Cuve rétablie par la fusion de la ville avec les communes périphériques. Ce n’est qu’en 1853 que le gouvernement, considérant que cette fusion est de l’intérêt de la capitale comme de ses faubourgs, dépose un projet de loi allant dans ce sens. La Chambre des députés le rejettera un an plus tard. Plusieurs fois proposée jusqu’au début du XXe siècle, la fusion sera à chaque fois refusée par le parlement, dont la majorité catholique, régulièrement en conflit politique avec le conseil communal libéral de Bruxelles, ne veut pas augmenter son influence par l’incorporation des communes également de cette tendance. Les élus des autres grandes villes du pays ne voient pas non plus favorablement une fusion qui accroîtrait l’influence relative de la capitale.
Les faubourgs de Bruxelles, qui jusqu’au XVIIIe siècle ne sont constitués que de quelques habitations à l’extérieur de chacune des portes de la ville (fors le bourg), où le voyageur attardé arrivé après la fermeture des portes de la ville peut trouver le gîte, sont devenus au cours de la première moitié du XIXe siècle de véritables quartiers, excroissances urbaines séparés des villages ruraux, avec lesquels ils constituent pourtant des communes, par des champs et un mode de vie différent. Leurs noms font d’ailleurs référence aux départs des routes où ils sont installés plutôt qu’aux villages auxquels ils sont rattachés : le faubourg de Namur fait partie de la commune d’Ixelles, celui de Louvain de Saint Josse ten Noode, ou celui de Flandres de Molenbeek. L’explosion démographique et l’urbanisation des villages dits de la première couronne se produit à partir de 1860, date de l’abolition de l’octroi.
La ville de Bruxelles à l’étroit dans ses anciennes limites s’accroît cependant par acquisitions ou annexion de territoire non encore bâtis :
- en 1863, du quartier Léopold  et du quartier des squares ;
- en 1864, de l’avenue Louise et du bois de la Cambre ;
- en 1897, des terrains du nouveau port maritime et de la gare de Tour et Taxis[4] ;
- en 1907, du plateau du Solbosch ;
- en 1921, de Laeken, Haren et Neder-Over-Heembeek ;
- en 1925, des terrains de l’hôpital Brugmann et de la Cité Modèle.

Les grands travaux effectués en ville provoquent également le départ de populations vers les communes voisines qui créent des nouveaux quartiers, dont des cités-jardins.
Contrairement au reste du pays, Bruxelles et les communes  qui l’entourent ne participent pas aux fusions de communes des années 1970. Avec le temps, un sentiment fort d’appartenance communale s’est créé parmi une partie de la population et la classe politique municipaliste. Certaines des communes bruxelloises sont devenues des municipalités importantes. Au contraire,  certaines communes se sont scindées depuis leur création : en 1841, Ganshoren se sépare de Jette, et Koekelberg de Berchem-Sainte-Agathe, en 1863, c’est au tour d’Auderghem d’être  coupée de Watermael-Boitsfort. 
Les 19 communes bruxelloises, qui forment à présent du point de vue géographique un grand centre-ville,  seront cependant réunies, tout en gardant leur autonomie au sein de l’Agglomération bruxelloise en 1971, puis de la Région de Bruxelles-Capitale en 1993.